# 김유라 (1959년)
김유라(1959년 8월 14일 (음력 7월 11일) ~)은 대한민국의 배우이다.

## 학력
- 근명여자상업고등학교  (졸업)

## 드라마
- 1981년 KBS2 형사
- 1983년 KBS1 고교생 일기
- 2005년 SBS 귀엽거나 미치거나
- 2006년 MBC 주몽

## 영화
- 2006년 여교수의 은밀한 매력 단역 - 모델 3 역
- 2006년 한반도 단역 - 여관 아줌마 역

## 연극
- 1981년 연극홍도야 울지마라
- 2009년 연극마요네즈